# Championnat du monde féminin de volley-ball des moins de 18 ans 1997
Navigation
Orléans 1995 Funchal 1999
Le 5e championnat du monde de volley-ball féminin des moins de 18 ans a eu lieu à Chiang Mai ( Thaïlande) du 2 au 10 août 1997.

## Final Four
|  | Demi-finales              | Demi-finales             |                        |   | Finale                    | Finale                    |
|  | Demi-finales              | Demi-finales             |                        |   | Finale                    | Finale                    |
|  |                           |                          |                        |   |                           |                           |
|  | 9 septembre (Chiang Mai)  | 9 septembre (Chiang Mai) |                        |   | 10 septembre (Chiang Mai) | 10 septembre (Chiang Mai) |
|  | 9 septembre (Chiang Mai)  | 9 septembre (Chiang Mai) |                        |   | 10 septembre (Chiang Mai) | 10 septembre (Chiang Mai) |
|  | Russie                    | 3                        |                        |   | 10 septembre (Chiang Mai) | 10 septembre (Chiang Mai) |
|  | Russie                    | 3                        |                        |   | 10 septembre (Chiang Mai) | 10 septembre (Chiang Mai) |
|  | Corée du Sud              | 1                        |                        |   | 10 septembre (Chiang Mai) | 10 septembre (Chiang Mai) |
|  | Corée du Sud              | 1                        | Russie                 | 0 |                           |                           |
|  | 9 septembre (Chiang Mai)  |                          | Russie                 | 0 |                           |                           |
|  |                           | Brésil                   | 3                      |   |                           |                           |
|  | Brésil                    | Brésil                   | 3                      | 3 |                           |                           |
|  | Brésil                    |                          |                        | 3 |                           |                           |
|  | Italie                    | 0                        |                        |   |                           |                           |
|  | Italie                    | 0                        | Match pour la 3e place |   |                           |                           |
|  |                           |                          |                        |   |                           |                           |
|  | 10 septembre (Chiang Mai) |                          |                        |   |                           |                           |
|  |                           |                          |                        |   |                           |                           |
|  | Corée du Sud              | 0                        |                        |   |                           |                           |
|  | Corée du Sud              | 0                        |                        |   |                           |                           |
|  | Italie                    | 3                        |                        |   |                           |                           |
|  | Italie                    | 3                        |                        |   |                           |                           |

## Palmarès
| Classement         | Pays                   |
| ------------------ | ---------------------- |
| Médaille d'or      | Brésil                 |
| Médaille d'argent  | Russie                 |
| Médaille de bronze | Italie                 |
| 4e                 | Corée du Sud           |
| 5e                 | Thaïlande              |
| 6e                 | Ukraine                |
| 7e                 | Pologne                |
| 8e                 | Cuba                   |
| 9e                 | Argentine              |
| 10e                | République tchèque     |
| 11e                | Pays-Bas               |
| 12e                | Slovaquie              |
| 13e                | Nigeria                |
| 14e                | Japon                  |
| 15e                | République dominicaine |
| 16e                | Maurice                |